# Radi Khabirov
Radi Faritovitch Khabirov (en russe : Радий Фаритович Хабиров ; en bachkir : Радий Фəрит улы Хəбиров, Radiy Färit ulı Xäbirov), né le 20 mars 1964, est un homme politique et homme d'État bachkir, président de la république de Bachkirie depuis le 11 octobre 2018.

## Biographie
Khabirov naît dans le village de Saïranovo (en), dans le raïon d'Ichimbaï (RSSA bachkire). Après un passage dans l'Armée rouge de 1982 à 1984, il étudie à l'université d'État bachkire (en). Entre 1992 et 1994, il est étudiant de premier cycle à l'université Bilkent.
De 1994 à 1998, Khabirov est maître de conférences à la faculté de droit de l'université d'État bachkire. Il y exerce ensuite les fonctions de professeur adjoint et doyen adjoint jusqu'en 2002, avant d'en assurer la direction de 2002 à 2003.
De septembre 2003 à juillet 2008, Khabirov est à la tête de l'administration présidentielle de la république de Bachkirie. Il est ensuite nommé directeur du Département des relations avec l'Assemblée fédérale de la fédération de Russie et les partis politiques. À partir de 2009, il est directeur adjoint du bureau présidentiel chargé de la politique intérieure.
À partir du 25 janvier 2017, Khabirov dirige par intérim le raïon urbain de Krasnogorsk (oblast de Moscou), dont il est président du 28 mars 2017 au 11 octobre 2018.
En octobre 2018, Khabirov est nommé président par intérim de la république de Bachkirie. Il est officiellement élu à cette fonction lors des élections de 2019, où il remporte 82 % des voix.